# Aeroclub de Cáceres
El Aeroclub de Cáceres es un club deportivo aeronáutico y escuela de pilotos basado en el aeródromo de la Cervera, en la provincia de Cáceres, España.
Autorizada y reconocida por la Dirección General de Aviación Civil desde 1985. En la actualidad, ofrece cursos de verano para formar a pilotos de ULM.

## Flota
Los aviones disponibles que tiene la Escuela son:
- 1 Storm Century 100 HP
- 1 Storm ULM  80 HP
- 2 Rans Airaile S-12 XL  80 HP
- 1 Motovelero biplaza TST 8
- 1 Trike Air Creation  FUN 18

- Datos: Q5658904